# 咖啡的文化

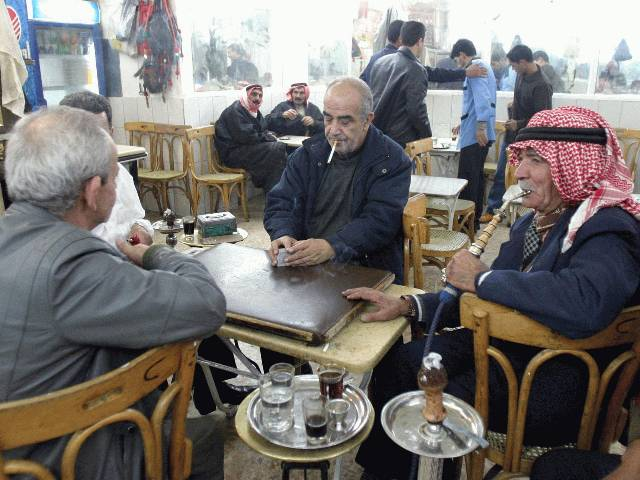
大马士革的一家咖啡馆。（2003）

咖啡文化是围绕咖啡消费的一系列传统和社会行为，特别是作为一种社會潤滑劑。该术语还指咖啡作为一种广泛消费的兴奋剂的文化传播和采用。在 20 世纪后期，浓缩咖啡成为一种越来越占主导地位的饮料，为咖啡文化做出了贡献， 尤其是在西方世界和全球其他城市化中心。
围绕咖啡和咖啡馆的文化可以追溯到16世纪的土耳其。西欧和东地中海地区的咖啡馆不仅是社交中心，也是艺术和知识交流的场所。

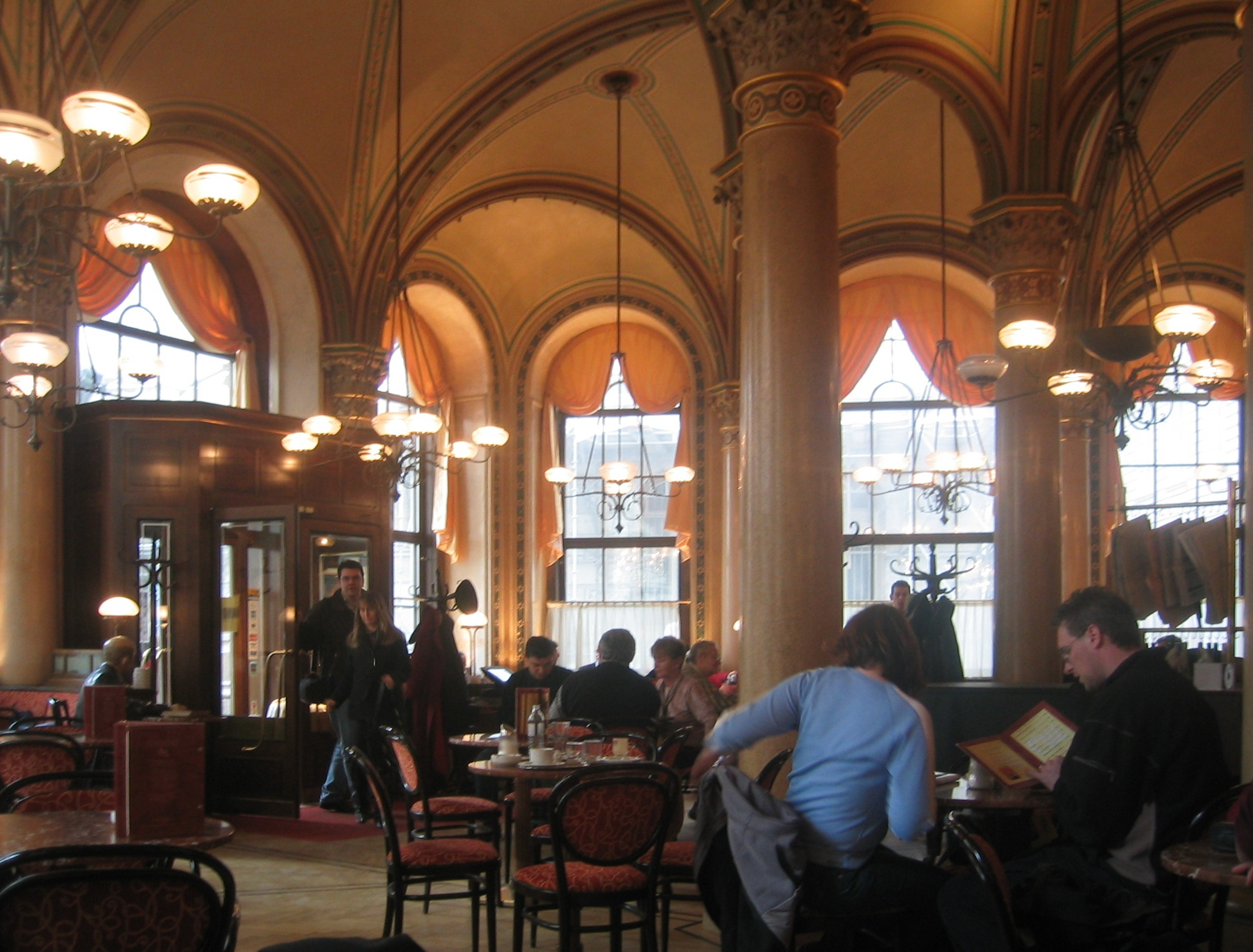
维也纳咖啡馆文化（2004）

在17世纪末至18世纪，伦敦的咖啡馆成为艺术家、作家和社交名流的聚集地，同时也是政治和商业活动的中心。到了19世纪，维也纳发展出一种独特的咖啡馆文化——维也纳咖啡馆文化，并逐渐传播到整个中欧。巴黎的双叟咖啡馆如今是著名的旅游景点，曾与知识分子让-保罗·萨特和西蒙·德·波伏娃密切相关。
现代咖啡馆的元素包括悠闲的美食服务、创新的冲泡技术以及温馨宜人的装饰风格。
在美国，咖啡文化通常用来描述浓缩咖啡摊位和咖啡店在大都市地区的普及，以及星巴克等大型国际连锁品牌的扩张。许多咖啡馆为顾客提供免费无线网络，鼓励人们在此进行商务活动或个人工作。咖啡文化因国家、州和城市的不同而有所差异。
在世界各地的城市中心，常常可以看到多家浓缩咖啡店和摊位彼此相邻，甚至出现在同一个街区的对角位置。商业媒体也使用“咖啡文化”一词来描述咖啡店广泛渗透市场所带来的深远影响。

## 历史
另见：咖啡的历史

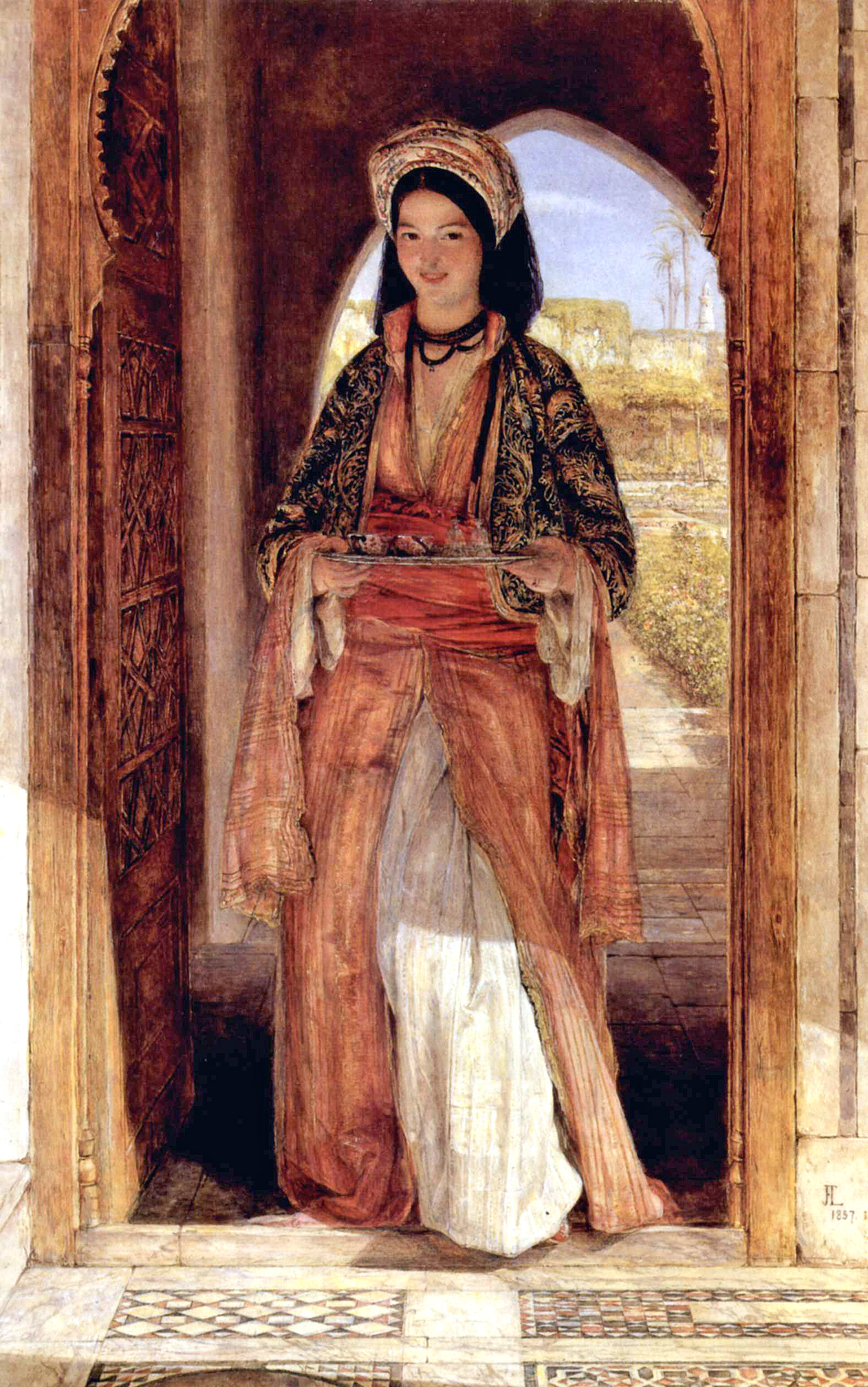
一个咖啡商，来自开罗奥斯曼帝国的街区。（1857年）

最早种植的咖啡可追溯到埃塞俄比亚。有证据表明，关于咖啡树及饮用咖啡的知识最早出现在15世纪末。苏菲派谢赫穆罕默德·伊本·赛义德·达巴哈尼，时任亚丁的穆夫提，以进口商品闻名，他曾将咖啡从埃塞俄比亚带入也门。也门的苏菲派信徒饮用咖啡，以帮助他们在吟诵真主之名时集中注意力。
到1414年，麦加已知晓这种植物，而在16世纪初，咖啡从也门的摩卡港传播到了埃及的马穆鲁克苏丹国和北非。
在15世纪，咖啡在奥斯曼帝国已被用作饮品。然而，在16世纪初，一些保守派伊玛目曾禁止饮用咖啡，但这一禁令后来被大穆夫提埃布蘇烏德·埃芬迪发布的法特瓦所推翻。与此同时，咖啡树开始从非洲传播到阿拉伯半岛、黎凡特和波斯。之后，咖啡饮用文化从中东传入意大利，再传播至整个欧洲，并由荷兰人将咖啡树带到东印度群岛和美洲。
莫哈奇战役后不到一年，咖啡便随奥斯曼人传入维也纳。在意大利，咖啡与欧洲大部分地区一样，是通过地中海的商贸路线在16世纪下半叶传入的。1580年，威尼斯植物学家兼医生普罗斯佩罗·阿尔皮尼（Prospero Alpini）从埃及将咖啡引入威尼斯共和国。
英格兰的第一家咖啡馆于圣迈克尔小巷（St. Michael's Alley）在伦敦康希尔开设，店主是帕斯夸·羅塞，他是土耳其商品商人丹尼尔·爱德华兹（Daniel Edwards）的仆人。到1675年，英格兰已有超过3,000家咖啡馆。
1658年，荷兰人首次在锡兰（今斯里兰卡）开始种植咖啡，随后在印度南部推广。然而，为了避免因供应过剩而导致价格下降，他们放弃了这些种植园，转而专注于爪哇的咖啡种植。几年之内，荷兰殖民地（亚洲的爪哇、美洲的苏里南）成为欧洲主要的咖啡供应地。
荷兰人在17世纪还将咖啡引入日本，但直到1858年贸易限制取消后，咖啡才逐渐普及（日本第一家欧式咖啡馆于1888年在东京开业）。咖啡也由苏菲派圣人巴巴·布丹于1670年从也门带入印度，他将咖啡豆种植在卡纳塔克邦的奇克马加卢尔丘陵。此后，咖啡种植在该地区扎根，并向南扩展至科达古地区。
1720年，加布里埃尔·德·克吕将咖啡幼苗带到加勒比的马提尼克岛。这些幼苗繁茂生长，50年后，马提尼克岛上已有18,680棵咖啡树，使咖啡种植扩展至圣多明各（今海地）、墨西哥及加勒比其他岛屿。法国领地圣多明各自1734年开始种植咖啡，到1788年已供应全球一半的咖啡。咖啡对拉丁美洲的地理格局产生了深远影响。
在19世纪至20世纪初的几十年间，巴西是全球最大的咖啡生产国，几乎垄断了咖啡贸易。然而，由于巴西推行维持高价格的政策，其他国家如委内瑞拉和哥伦比亚因此获得了进入市场的机会。截至2021年，全球咖啡产量仍在增长。

## 咖啡馆
主要文章：咖啡店

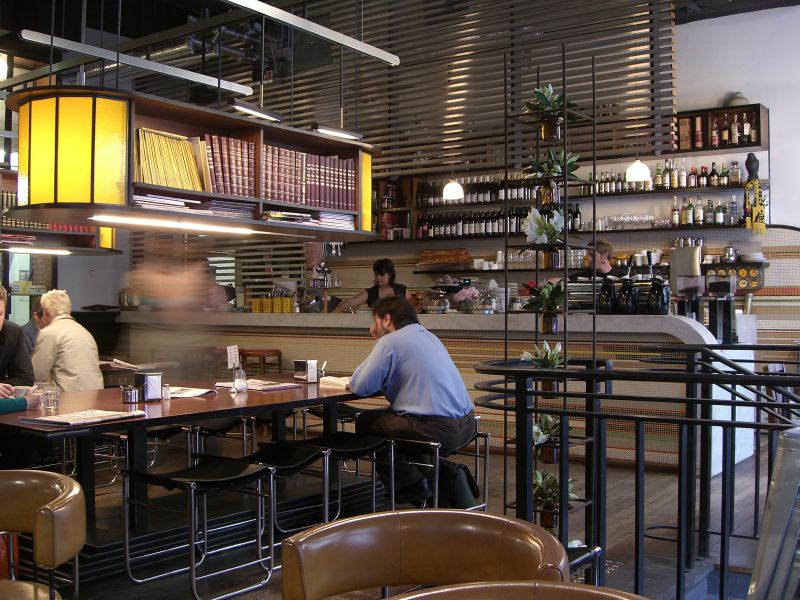
墨尔本图书馆的一家咖啡店（2006年）

咖啡馆或称咖啡厅，是一种主要供应咖啡以及其他饮品的场所。历史上，咖啡馆在欧洲一直是重要的社交聚会场所，并在今天依然是人们社交互动的空间。16世纪时，由于担心咖啡馆引发政治动乱，麦加曾一度禁止咖啡馆的存在。
2016年，阿尔巴尼亚超过西班牙，成为全球人均咖啡馆数量最多的国家。事实上，在这个仅有250万人口的国家中，每10万人就拥有654家咖啡馆。
中国的咖啡文化近年来迅速发展，仅上海就拥有大约6,500家咖啡馆，包括小型连锁店以及星巴克等大型企业。此外，韩国首尔的咖啡馆密度也很高。2006年至2011年间，咖啡店数量增长了900%，全国咖啡销售额也在同期增长了1800%。首尔还举办咖啡博览会，吸引众多买家和卖家，持续推动韩国咖啡行业的发展。
除了咖啡，许多咖啡馆还供应茶、三明治、糕点和其他轻食。一些咖啡馆还为顾客提供有线或无线网络服务（“网吧”这一名称也沿用于提供上网服务但并不供应咖啡的店铺）。此外，这一概念还发展出了區域網咖啡館（LAN Café），让顾客可以使用已安装好电脑游戏的电脑设备。

## 社交方面

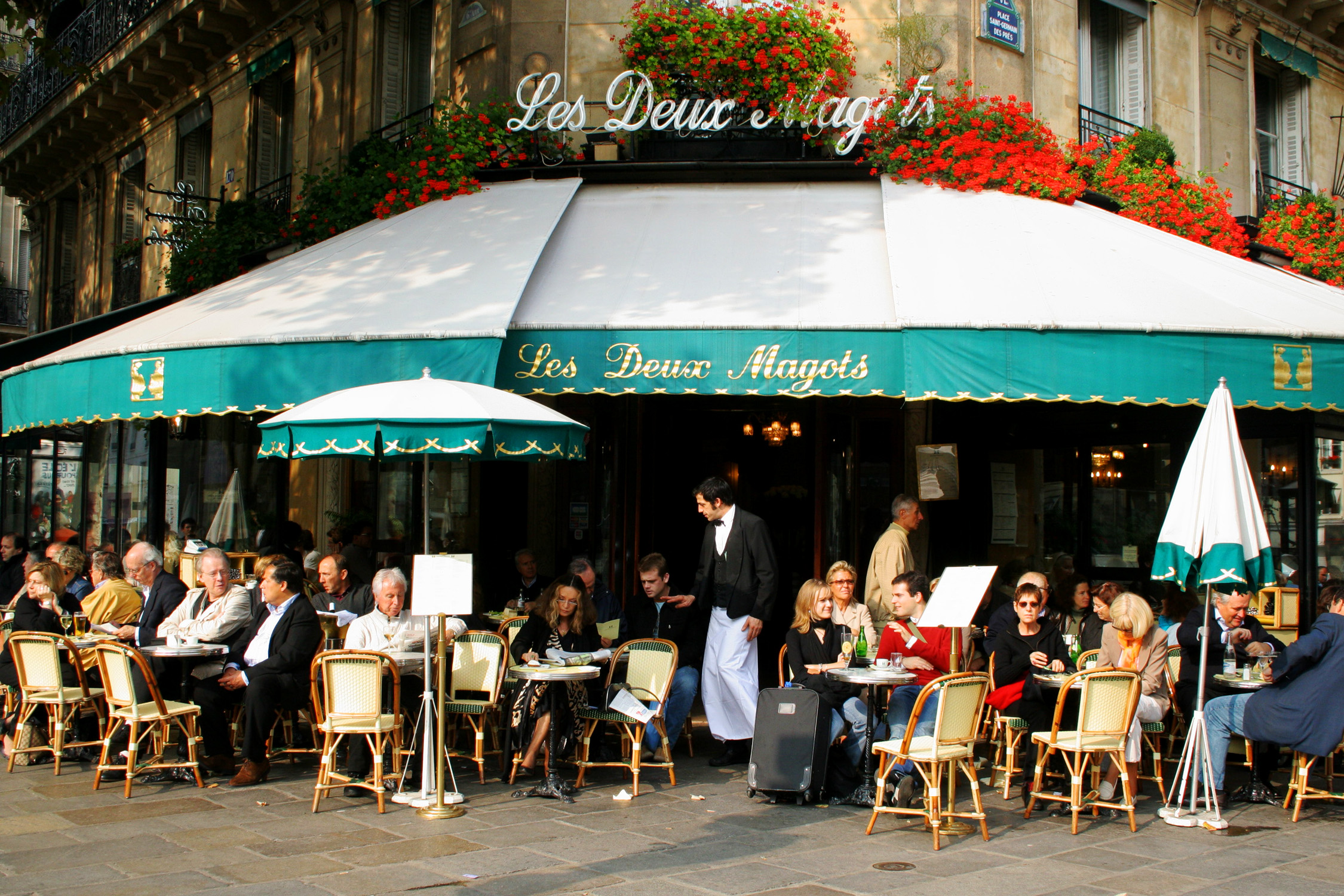
巴黎的双叟咖啡馆，曾经是法国知识分子的著名出沒地（2006）

咖啡的许多社会属性在现代生活方式中都可以看到。按总量计算，美国是全球最大的咖啡市场，其次是德国和日本，加拿大、澳大利亚、瑞典和新西兰也是咖啡消费量较大的国家。北欧和西欧国家的人均咖啡消费量最高，芬兰通常位居榜首，人均每年消费12公斤（26磅），其后是挪威、冰岛、丹麦、荷兰和瑞典。近年来，传统上以喝茶为主的英国咖啡消费量大幅上升，但截至2005年，人均年消费量仍低于5公斤（11磅）。土耳其咖啡在土耳其、东地中海地区和东南欧很受欢迎。
咖啡馆文化在奥斯曼帝国大部分地区有着深远的影响力，至今土耳其咖啡仍是主要的咖啡冲泡方式。尽管由于其提神作用，曾多次被尝试禁止，奥斯曼中东地区所饮用的咖啡主要产自也门或埃塞俄比亚。到1600年，咖啡和咖啡馆已成为奥斯曼生活的重要组成部分。

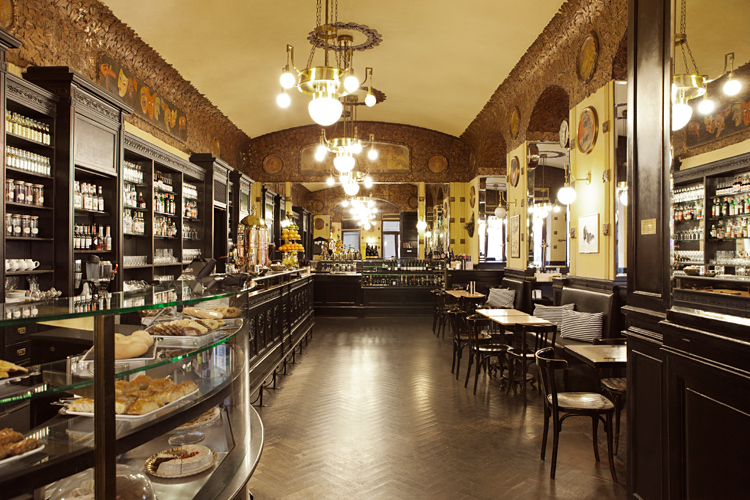
的里雅斯特的圣马可咖啡，以其艺术家、作家和知识分子而闻名（2014年）

学术界对于奥斯曼咖啡馆的功能存在多种观点，许多学者认为，奥斯曼咖啡馆是重要的社会仪式中心，甚至其社会功能比咖啡本身更为重要。有观点指出：“在现代早期，咖啡馆是重新协商社会等级、挑战社会秩序的场所。”
在咖啡馆存在的历史中，女性被禁止进入的现象相当普遍。在英国，女性被明令禁止进入咖啡馆，但在德国某些地区，她们却是咖啡馆的常客。这种禁令可能源于1674年一份名为《女性反对咖啡的请愿书》的文件，该文件中写道：

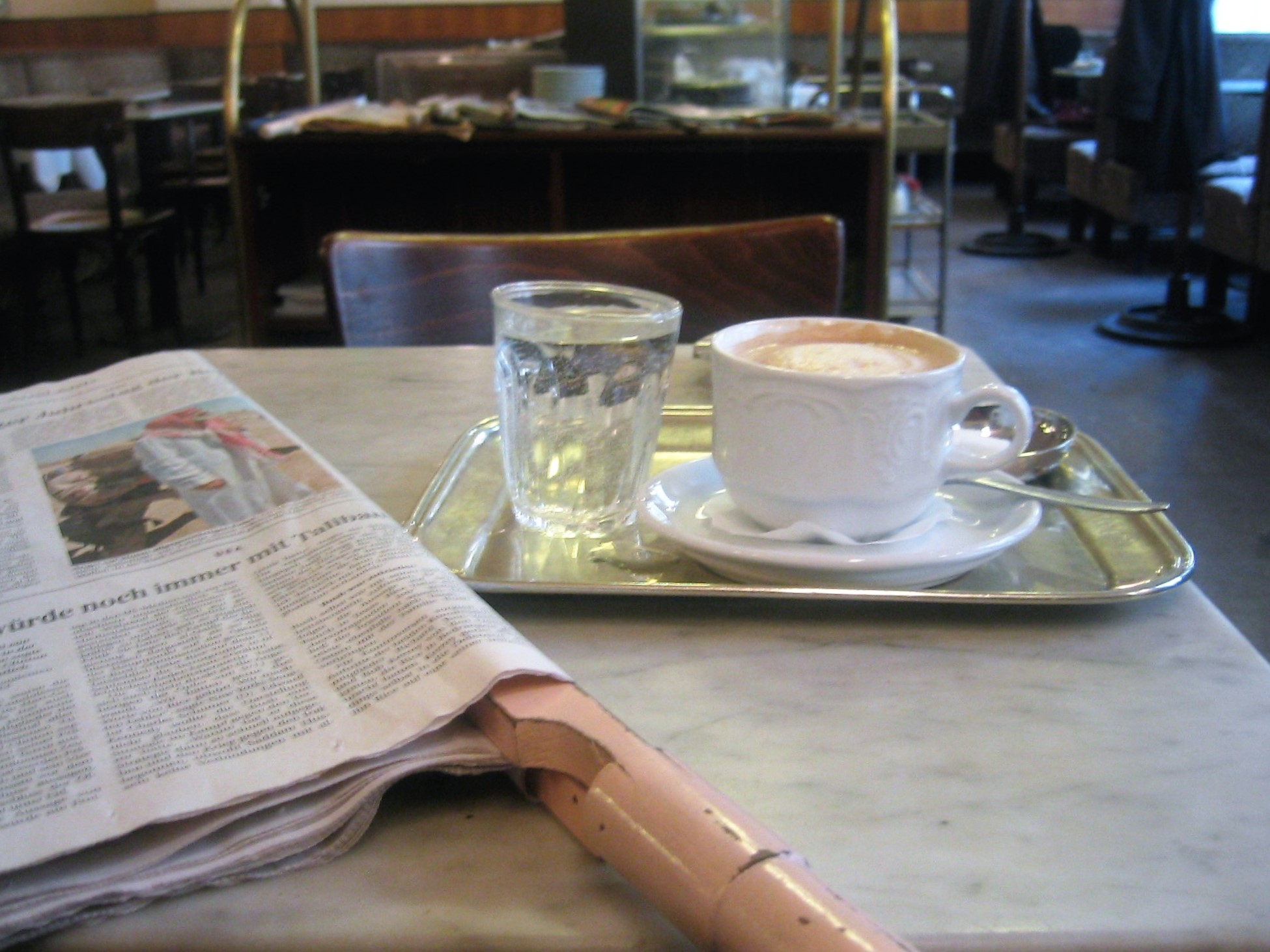
中欧哈布斯堡王朝咖啡馆文化：新闻、咖啡、一杯水和大理石桌面 （2004）

“那种新奇、可憎、异教的饮品——咖啡，被过度饮用，使我们的丈夫变得无能，我们温柔的情人也都瘫软无力，他们如今像老年人一样阳痿无能。”
自19世纪末和20世纪初以来，咖啡在奥地利和法国文化中一直扮演着重要角色。维也纳的咖啡馆在维也纳文化中占据突出地位，并享誉国际，而巴黎则在20世纪上半叶“咖啡馆社会”的发展中起到了关键作用。
维也纳的咖啡馆文化随后传播到中欧地区。在哈布斯堡帝国的维也纳咖啡馆这一特殊的小宇宙中，科学家和艺术家们聚集在一起。艺术家、音乐家、知识分子、生活家以及他们的资助人齐聚咖啡馆，讨论新的项目、理论和世界观。咖啡馆也是获取信息的重要场所，因为本地和国外的报纸都可以供客人免费阅读。 这种多元文化的氛围和文化后来在国家社会主义和共产主义的影响下被大大摧毁，仅在一些被历史主流忽略的地方得以保留，例如维也纳或的里雅斯特。特别是的里雅斯特，在咖啡文化方面一直是一个重要的参考点，因为它是中欧和意大利最重要的咖啡港口和加工地。在这个哈布斯堡帝国多元文化的咖啡馆文化中，也发展出了多种咖啡的制作方式。著名的卡布奇诺咖啡（Cappuccino）正是从维也纳的“加普齐纳咖啡”（Kapuziner）经由意大利语区的北意大利演变而来。
在法国，咖啡的消费同样被视为一种社交活动，并主要存在于咖啡馆文化之中。以浓缩咖啡为基础的饮品——包括但不限于咖啡歐蕾和奶油咖啡—在现代法国咖啡文化中最为流行。

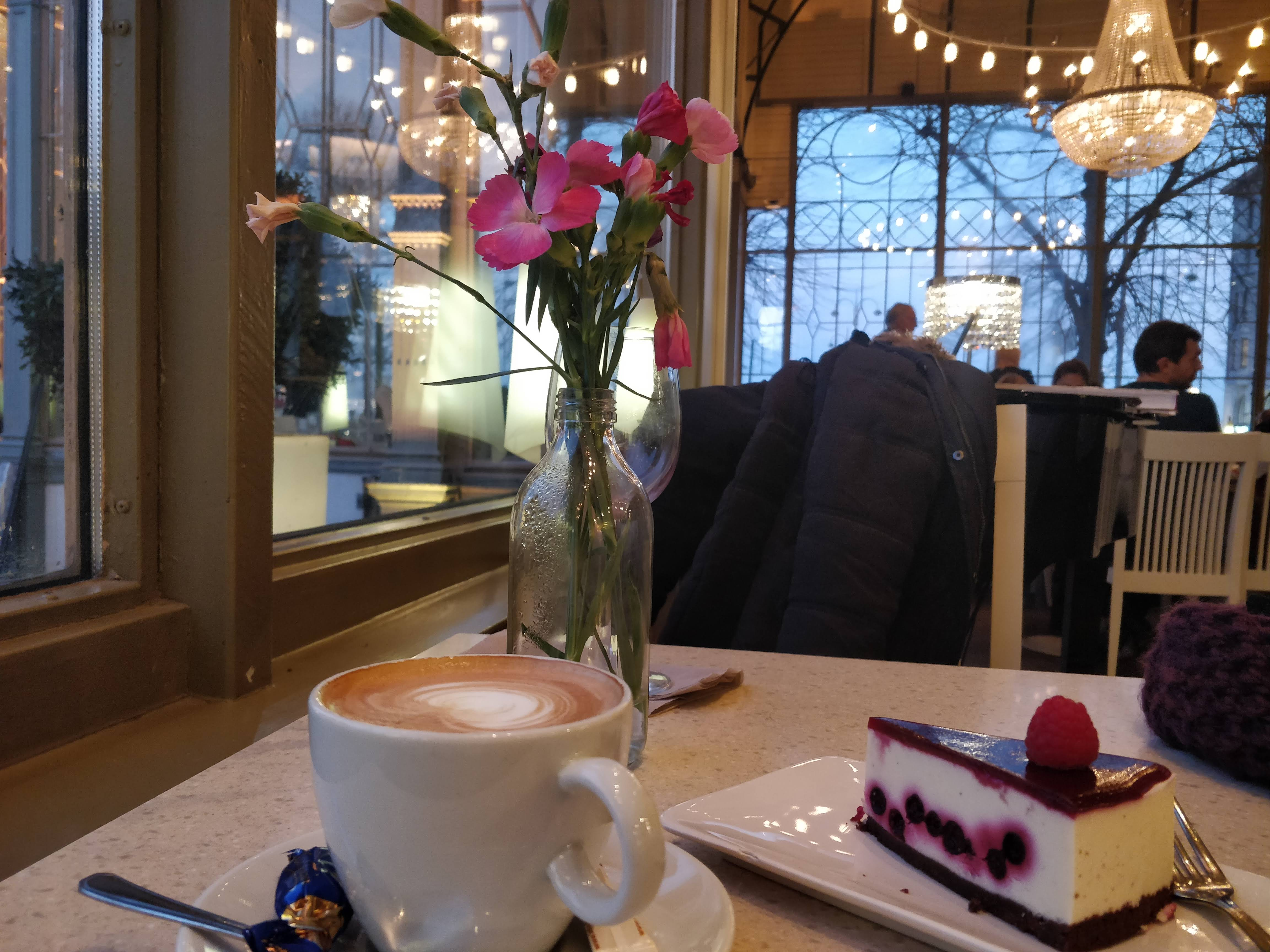
在芬兰赫尔辛基的一家咖啡馆喝杯咖啡和芝士蛋糕

尤其在北欧，咖啡聚会是一种颇受欢迎的社交娱乐形式。举办咖啡聚会的主人或女主人通常还会提供蛋糕和糕点，有时是自制的。在德国、荷兰、奥地利以及北欧国家，人们在正餐（如午餐和晚餐）期间或之后，也常常饮用浓烈的黑咖啡，而且在工作或学校期间每天多次饮用。在这些国家，尤其是德国和瑞典，餐厅和咖啡馆通常会为顾客免费续杯黑咖啡，特别是当顾客购买甜点或糕点时。
在美国，咖啡馆通常被用作商务会谈的场所，同时也受到年轻人欢迎，常作为约会地点。咖啡因其在生产和消费文化中的重要性，在历史和文学中占据了重要地位。咖啡常被视为帝国控制贸易的主要经济商品之一。被殖民时期的贸易模式，包括奴隶、咖啡和糖等商品的流通，定义了巴西几个世纪以来的巴西貿易格局。咖啡在文化或贸易中是一项核心主题，在诗歌、小说和地区历史中都有突出的体现。

## 咖啡用具
- 咖啡研磨机（英语：Burr mill）
- 咖啡壶， 用热水冲泡， 玻璃或金属材质
- 咖啡机
- 咖啡杯，用于喝咖啡，在北美和欧洲通常比茶杯小
- 放在咖啡杯下方的茶托
- 咖啡勺，通常很小，用于搅拌杯中的咖啡
- 咖啡服务托盘，用于放置咖啡用具并防止热水溅到桌子上
- 咖啡罐，通常密封，用于储存咖啡
- 水壶或咖啡壶，用于加热水
- 糖碗（英语：Sugar bowl），用于装颗粒糖或糖块或块状糖
- 奶油罐或奶罐，也称为奶精，用于盛装鲜奶或奶油

## 茶歇

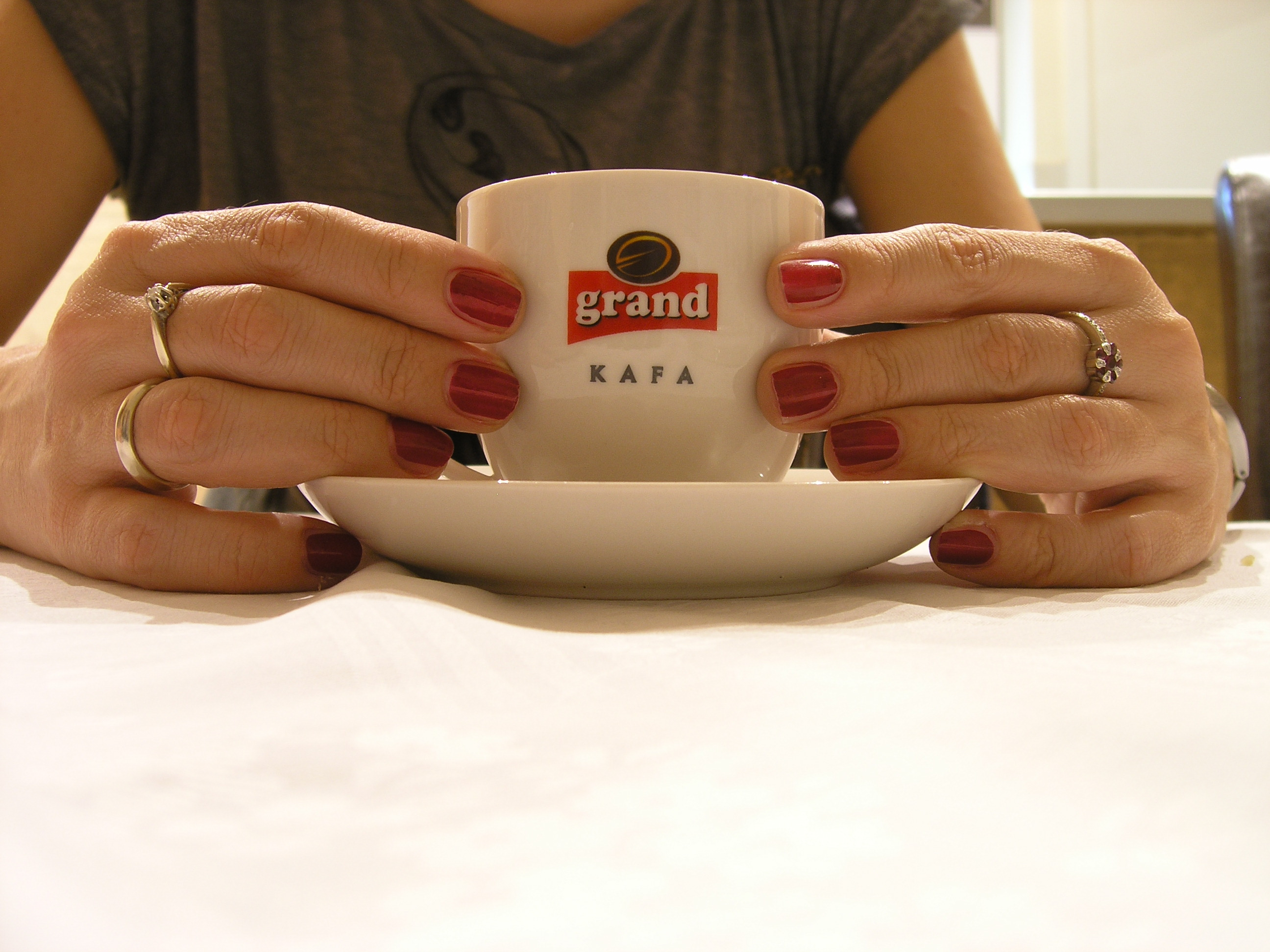
贝尔格莱德的咖啡休息时间 （2013）

“咖啡休息时间”是一种常见的社交聚会形式，员工们在工作中短暂休息，享用点心或放松片刻。这一习惯据说起源于19世纪末，由威斯康星州斯托顿的挪威移民妻子们发起。当地每年都会举办“斯托顿咖啡休息节”来庆祝这一传统。1951年，《时代》杂志指出：“战后，咖啡休息时间已被写入工会合同中。”此后，这一术语因|泛美咖啡局在1952年发起的一项广告宣传而流行开来，该广告鼓励消费者“给自己一个咖啡休息时间——享受咖啡带来的好处”。行为心理学家约翰·B·华生在其晚年曾与麦斯威尔咖啡公司合作，帮助将咖啡休息的文化推广至整个美国社会。

## 咖啡比赛
咖啡比赛在世界各地举行，地区人士竞相获得国家冠军，然后在国际舞台上竞争。世界咖啡活动每年在不同的地点举办最大的此类活动，世界咖啡锦标赛。该比赛包括世界咖啡師錦標賽，根据饮料口味、展示、技术和清洁度评判全球咖啡师的比赛，世界釀酒師杯，在手工冲泡的过滤咖啡上评判咖啡酿酒师的比赛。世界拿铁艺术锦标赛、世界咖啡杯品嘗錦標賽、咖啡烘焙锦标赛和Cezve與Ibrik锦标赛。
阿尔巴尼亚

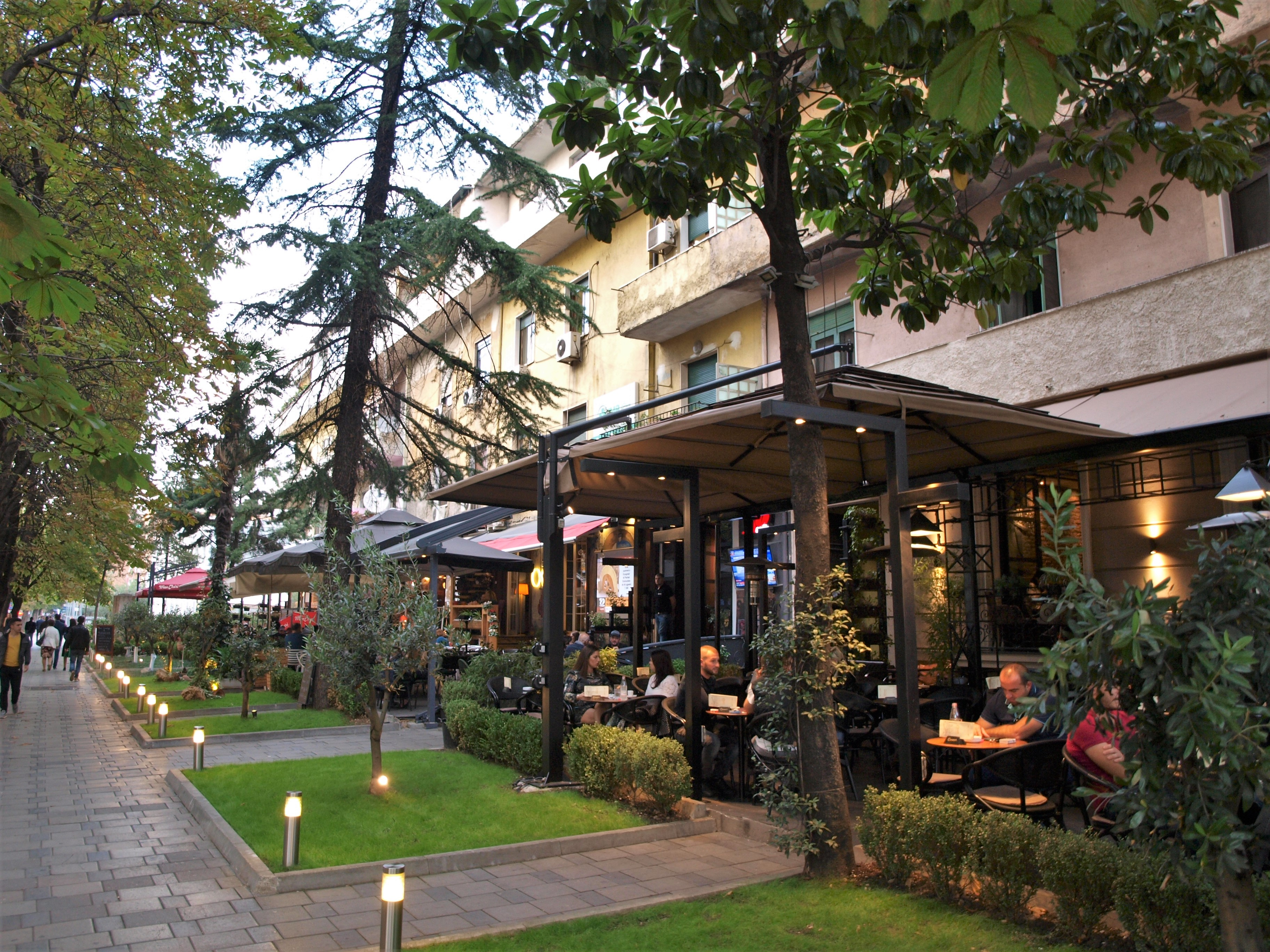
地拉那市中心的咖啡馆 （2017）

2016年，阿尔巴尼亚超越西班牙，是成为世界上人均咖啡馆数量最多的国家。在这个仅有250万人口的国家中，每10万人就拥有654家咖啡馆。这一现象的出现，是因为西班牙在经济危机期间大量咖啡馆关闭，而阿尔巴尼亚则呈现出咖啡馆开张与倒闭数量大致持平的状态。
此外，在阿尔巴尼亚共产主义政权垮台后，开设咖啡馆成为最容易谋生的方式之一；再加上该国深受奥斯曼帝国文化影响，这些因素共同强化了阿尔巴尼亚浓厚且主导性的咖啡文化。
澳大利亚
澳大利亚的咖啡文化已成为澳大利亚重要的文化现象。
希裔-澳大利亚人
澳大利亚的希腊咖啡馆文化（希腊语：Ελληνική κουλτούρα καφενείον στην Αυστραλία）是希腊和澳大利亚共同历史的一部分。对于身无分文的希腊移民来说，这是一条通往成功的道路，他们在其中创建了澳大利亚人社交的社区中心。希腊咖啡馆也是澳大利亚特有的现象：亞瑟·科米諾（Arthur Comino）在悉尼的鱼店大获成功，引发了连锁移民，到 1900 年，数百名希腊移民在全国各地开设了生蠔沙龍。为了适应市场变化和食品趋势，希腊业主继续经营鱼店、水果店、冰淇淋店、圣代店、牛奶吧、小吃店、糖果店和咖啡馆，这些店在 20 世纪的大部分时间里点缀着澳大利亚的景观。
世界语

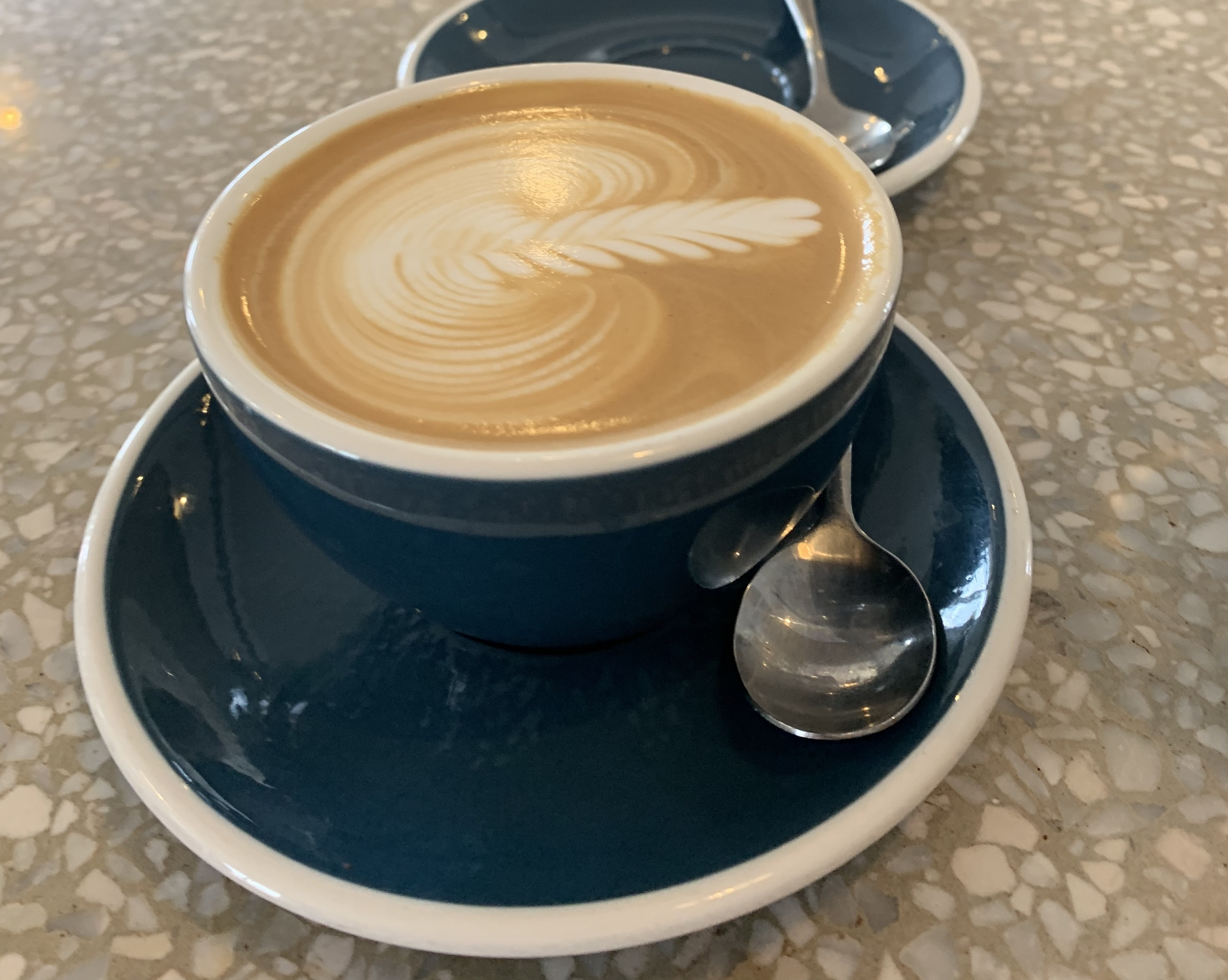
扁平白咖啡，一种经典的澳大利亚咖啡

在世界语文化中，gufujo（复数 gufujoj）是一家不含酒精、禁止吸烟的临时欧式咖啡馆，晚上营业。讲世界语的人在指定地点聚会，要么是租来的地方，要么是某人的房子，享受现场音乐或阅读，还有茶、咖啡、糕点等。在实际的咖啡馆中，可能需要现金支付。这是一种平静的气氛，与其他讲世界语的人可能在其他地方举行的狂野派对形成鲜明对比。Gufujoj 最初是为不喜欢人群、嘈杂噪音和聚会的人准备的。
意大利
主要文章：意大利的咖啡

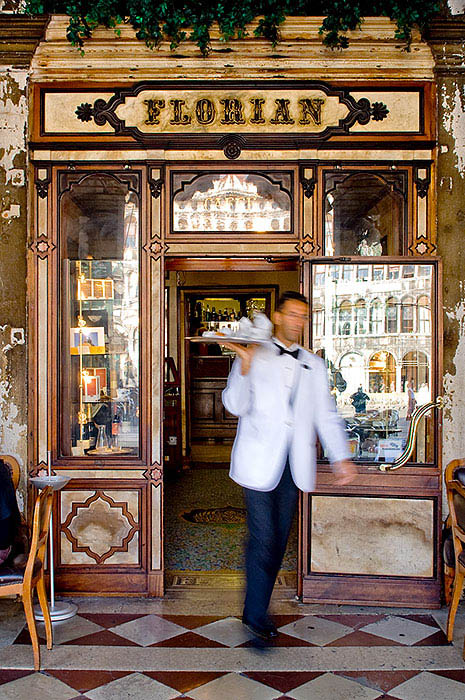
弗洛里安咖啡馆，威尼斯（2015）

在意大利，当地人习惯在咖啡吧台饮用咖啡，而不是外带。意大利人默认饮用的是浓缩咖啡，通常不会给浓缩咖啡添加任何调味，而且传统上在上午11点之后不再饮用卡布奇诺上后不再饮用卡布奇诺。 实际上，含奶的浓缩咖啡饮品大多只在早晨享用。一杯玛奇雅朵（macchiato）是指在浓缩咖啡中加入少量牛奶。
意大利最古老的咖啡馆是位于威尼斯的弗洛里安咖啡馆。
在咖啡消费方面，曾是奥匈帝国港口城市的的里雅斯特尤其引人注目，当地人平均每年人均饮用约1500杯咖啡，是意大利其他地区人均消费量的两倍左右。
日本
主要文章：日本的咖啡
1888 年，日本第一家咖啡馆开业，被称为Kahiichakan，意思是提供咖啡和茶的咖啡馆。在 1970 年代，许多喫茶店出现在东京地区，如新宿、银座，以及神田等受欢迎的学生区。这些 kissaten 集中在火车站周围的房地产区域，仅在新宿就有大约 200 家商店。全球化使咖啡连锁店在 1980 年代开始出现。1982 年，全日本咖啡协会表示，日本有 162,000 家商店。从 1970 年到 1980 年，进口量翻了一番，从 89,456 吨增加到 194,294 吨。
瑞典
主要文章：瑞典的咖啡

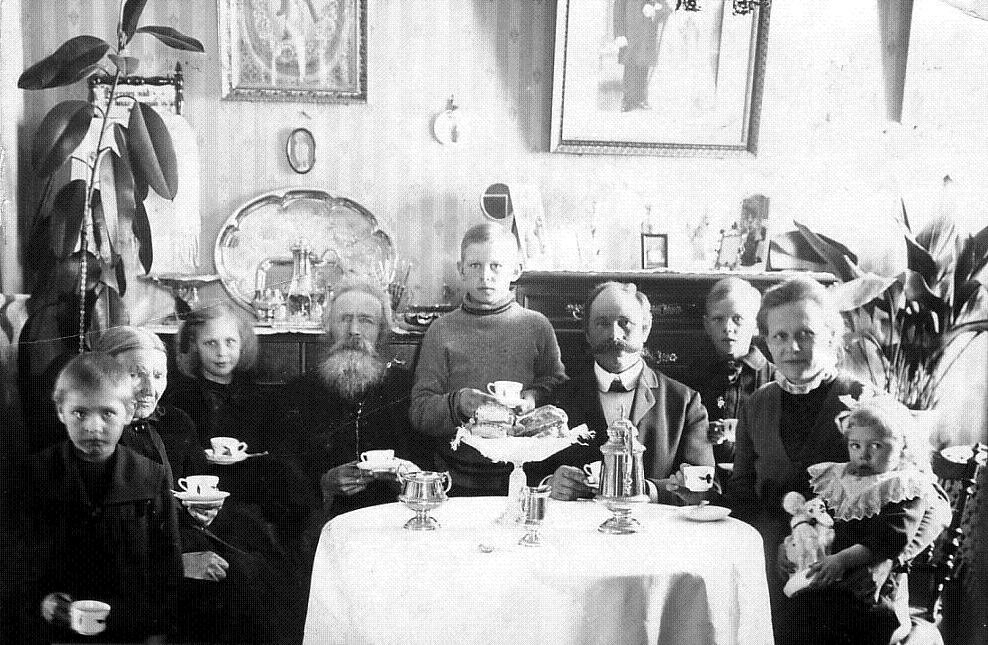
瑞典 瑟德港 的家人，坐着吃fika（约1916年）

第一批有记录的咖啡于 1685 年抵达哥德堡，但直到 18 世纪初才在富人中流行起来。各种皇家法令和禁令都试图遏制咖啡消费，国王古斯塔夫三世反对咖啡，委托进行了一项关于其效果的实验。限制于 1823 年结束，之后咖啡成为主食。瑞典现在是世界上人均咖啡消费量最高的国家之一。瑞典人有 fika（kaffi （咖啡， 方言 ）的反俚语 ），这是用甜面包或有时是糕点喝咖啡的茶歇 ， 尽管咖啡可以用茶 、 果汁 、 柠檬水 、 热巧克力或南瓜代替对于儿童。这一传统已传播到世界各地的瑞典企业。Fika 是瑞典的一种社交机构，人们普遍认为，喝点饮料和小吃休息一下是瑞典人生活的核心。作为瑞典工作场所常见的上午和下午做法，fika 也可能部分作为同事和管理人员之间的非正式会议，不参加甚至可能被认为是不礼貌的。Fika 通常在会议室或指定的 Fika 会议室进行。一个三明治、一些水果或一顿小餐可以被称为 fika，就像英国的下午茶概念一样。
香港在1920年代，主要是富人或社会经济地位较高的人才能负担得起喝咖啡，而普通人则很少能够负担这种饮品，因为咖啡比传统饮料更昂贵。鸳鸯（咖啡加奶茶）是在1936年于香港发明的。

## 教育和研究
美国加州大学戴维斯分校的化学工程课程中开设了一门名为“咖啡设计”的大学课程。到2017年初，该校正在建设一个专门用于咖啡研究的研究设施。
意大利的的里雅斯特是“咖啡大学”（Università del Caffè）的所在地，该校由意利（Illy）公司于1999年创立。这个专业中心旨在通过全球范围的培训推广高品质咖啡的文化，培养咖啡师，并开展相关的研究与创新工作。

## 在媒体中
咖啡文化经常以各种形式出现在漫画、电视剧和电影中。漫画《Adam@home》和《珍珠奶茶前的猪》常以造访或在咖啡店工作的情节为中心。电视剧如《海军罪案调查处》（NCIS）经常可以看到角色手拿浓缩咖啡，或将外带咖啡杯分发给其他角色。在电视剧《老友记》中，主角们几乎每一集都会在虚构的咖啡馆“中央公园”（Central Perk）聚会。2000年代初期的热门剧集《吉尔莫女孩》中，主角洛雷莱·吉尔莫和她的女儿罗瑞（Rory）经常提到她们对咖啡的依赖，也常在当地的餐馆“卢克餐厅”（Luke's）享用咖啡。 在NBC的电视剧《欢乐一家亲》中，角色们经常在虚构的咖啡馆“Café Nervosa”中喝咖啡，据说该咖啡馆的灵感来自西雅图现实生活中的Elliott Bay Café。

## 进一步阅读
Tucker, Catherine M.（2017）。《咖啡文化：本地体验，全球联系》（第2版）。纽约：劳特利奇出版社，第 188 页。ISBN 9781138933033。